# Ingborgbo
Ingborgbo är en by i Östervåla socken, Heby kommun.
Ingeborgbo omtalas i dokument första gången 1409 ("j jimparabodhum"). Under 1500-talet upptas Ingeborgbo som ett halvt mantal skatte, först om 3 öresland, från 1548 som 3 öresland 8 penningland, 1541–1548 finns här även en skatteutjord om 8 penningland tillhörig Korbo. Ingeborgbo tillhörde under medeltiden Tierps socken, och fram till 1889 Tierps jordebokssocken. Förleden är troligen den medeltida yrkesbeteckningen impare - trädskötare. Under medeltiden har Ingeborgbo tillhört Aspnäs gård, som möjligen haft en trädskötare anställd. Namnet har senare anslutits till kvinnonamnet Ingeborg, något som troligen underlättats av att Ingeborg lokalt uttalas "Imber". Det lokala uttalet av bynamnet är "Imberbo".
Bland bebyggelser på ägorna märks torpet Rörens eller Rön, känt sedan 1700-talet. Skommartorpet är ett försvunnet torp som i början av 1800-talet låg norr om Rörens.